# Rangat
Rangat là một tehsil của huyện North and Middle Andaman, nằm ở phần phía Nam đảo Middle Andaman, Andaman Archipelago, Ấn Độ.